# 葡萄牙公民簽證要求

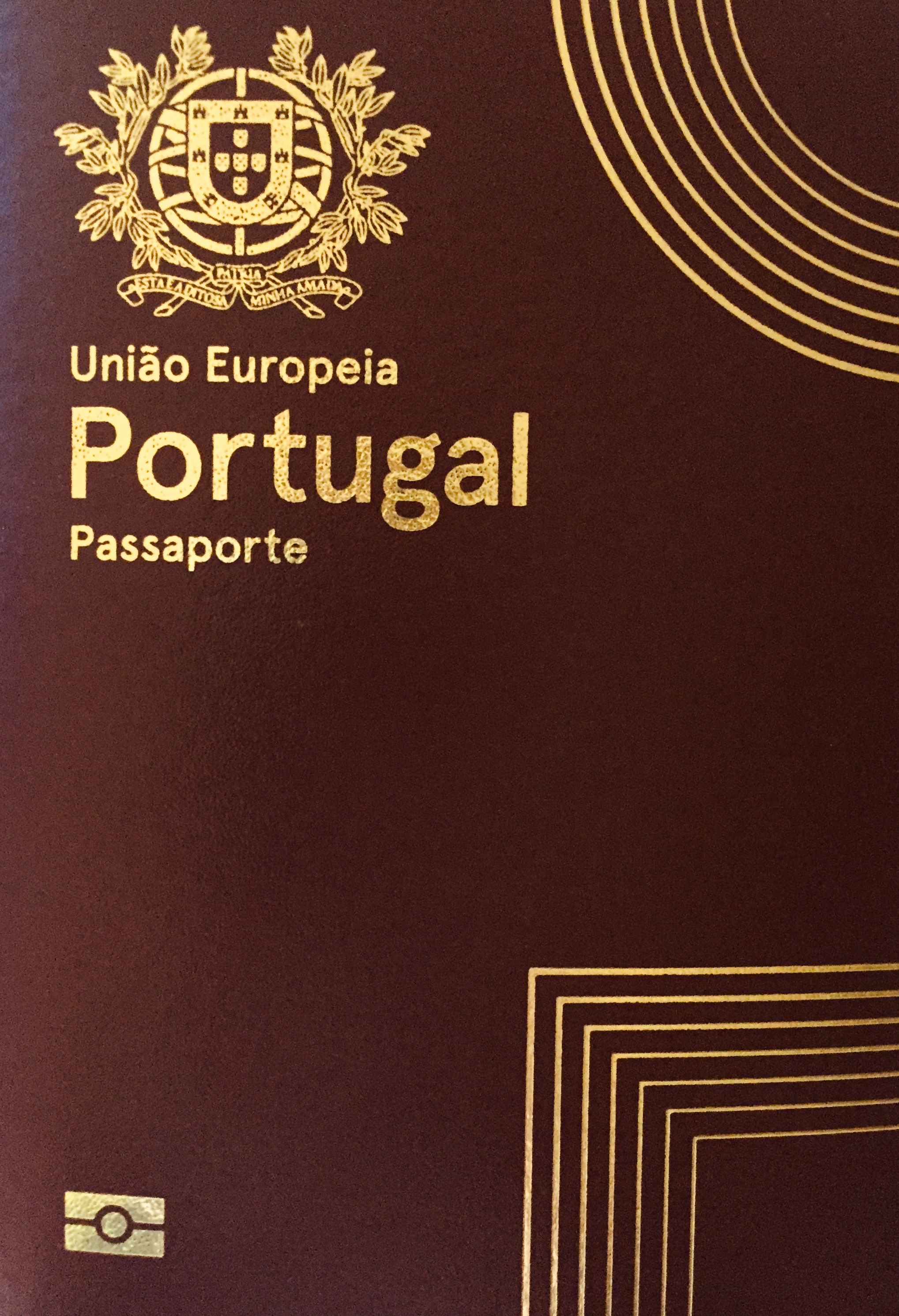
葡萄牙護照

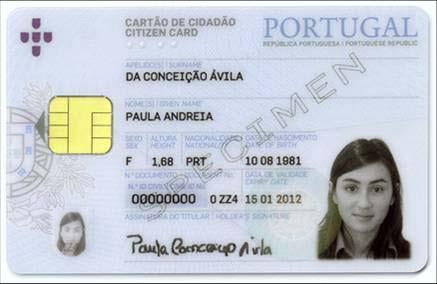
葡萄牙公民證 適用於前往大多數歐洲國家的旅行

葡萄牙公民簽證要求 列明了其他國家或地區對葡萄牙公民的入境政策。
截至2024年5月3日，葡萄牙公民在191個國家和地區享有免簽證、落地簽證或電子簽證待遇，根據亨利護照指數葡萄牙護照排名第4（與挪威護照等三个国家並列）。。

## 簽證待遇地圖

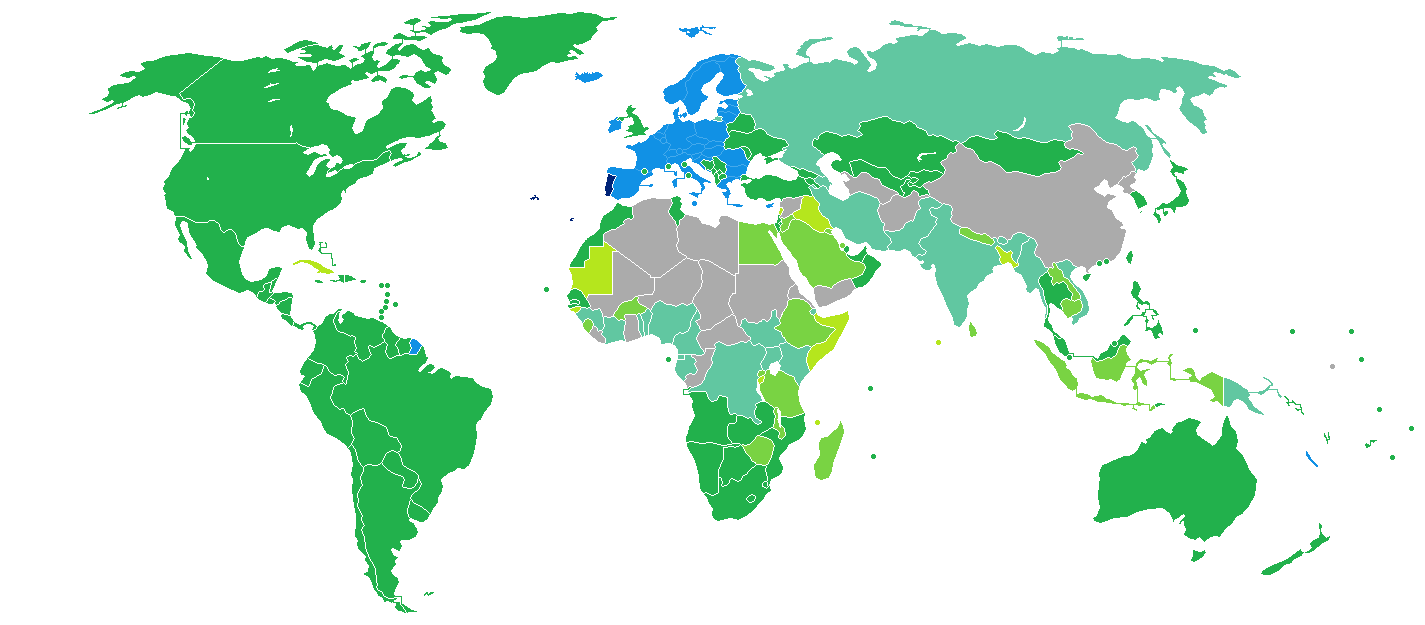
葡萄牙公民簽證要求
葡萄牙
歐盟/申根區，具有出入境自由，可無限期停留
免簽證/美國旅遊許可電子系統（ESTA）/加拿大電子旅行證（eTA）/澳洲eVisitor入境許可
落地簽證
電子簽證
落地簽證或網路簽證
抵達前需要簽證

## 亞洲
| 目的地         | 簽證要求                                                      | 備註 |
| -------------- | ------------------------------------------------------------- | --- |
| 亞美尼亞       | 免簽證 （页面存档备份，存于）                                 | 180天 |
|                | 電子簽證 （页面存档备份，存于）                               | 30天 |
| 巴林           | 電子簽證/落地簽 （页面存档备份，存于）                        | 14天 |
|                | 落地簽證 （页面存档备份，存于）                               | 30天（并非所有關口均可辦理） |
|                | 免簽證 （页面存档备份，存于）                                 | 90天 |
| 柬埔寨         | 電子簽證/落地簽 （页面存档备份，存于） （页面存档备份，存于） | 30天 |
| 中國           | 需要簽證 （页面存档备份，存于）                               | - 24小時過境中國免簽 - 長沙、桂林、哈爾濱72小時過境免簽。 - 144小時過境免簽:、北京、成都、重慶、大連、廣州、杭州、揭陽、昆明、南京、寧波、秦皇島、青島、上海、瀋陽、深圳、石家莊、天津、武漢、廈門和西安。                   |
| 中華民國(台灣) | 免簽證 （页面存档备份，存于）                                 | 90天 |
| {              | 免簽證 （页面存档备份，存于）                                 | 1年 |
| 印度尼西亞     | 電子落地簽/落地簽 （页面存档备份，存于）                      | 30天 |
| 伊朗           | 電子簽證 （页面存档备份，存于）                               | 30天 - 在抵達前至少兩天在伊朗外交部電子簽證網站提出申請並在機場簽證櫃檯出示提交通知的旅客可在抵達時獲得簽證。 - 女性如未配戴伊斯蘭頭巾、圍巾、長袖或長襪，將被拒絕入內。                                                     |
| 伊拉克         | 落地签 （页面存档备份，存于）                                 | 60天 - 可以申請電子簽證（30 天）訪問伊拉克庫德斯坦地區。 |
| 以色列         | 免簽證 （页面存档备份，存于）                                 | 3個月 - 自2024年7月1日起，ETA-IL（電子旅行授權）將開放提交申請。 |
| 日本           | 免簽證 （页面存档备份，存于）                                 | 90天 |
|                | 免簽證 （页面存档备份，存于）                                 | 30天 |
|                | 需要簽證 （页面存档备份，存于）                               | |
|                | 免簽證(K-ETA) （页面存档备份，存于）                          | 90天 - K-ETA 的有效期限為自核准之日起3年。 |
| 科威特         | 電子落地簽/落地簽 （页面存档备份，存于）                      | 3個月 |
|                | 免簽證 （页面存档备份，存于）                                 | 60天 |
|                | 電子落地簽/落地簽                                             | 30天 - 31個過境點中有17個僅對簽證持有者開放。 - 電子簽證可用於經由瑯勃拉邦、巴色和萬象國際機場、3 座泰老友誼大橋和磨丁（公路和鐵路）進入寮國。 - 瑯勃拉邦、巴色和萬象國際機場、4 座泰老友誼大橋和 6 個過境點可辦理落地簽證。 |
| 黎巴嫩         | 免費落地簽 （页面存档备份，存于）                             | 1個月 - 可額外延期兩個月 - 如果沒有以色列簽證或印章，並持有電話號碼、黎巴嫩地址以及不可退款的來回機票，則可在貝魯特國際機場或任何其他入境口岸免費取得。                                                                      |
| 蒙古国         | 免簽證                                                        | 30天 - 蒙古外交部自2023年1月至2025年12月對34個國家免簽。 |
| 尼泊尔         | 電子簽證/落地簽 （页面存档备份，存于）                        | 90天 - 並非在所有入境關口都可使用。 |
| 阿曼           | 免簽證/電子簽證 （页面存档备份，存于）                        | 14天/30天 - 使用電子簽證可停留30天 |
| 巴基斯坦       | 電子簽證/ETA （页面存档备份，存于）                           | 3個月/30天 - 電子旅行授權以獲得商務目的落地簽證。 - 符合線上簽證資格。 |
| 菲律賓         | 免簽證                                                        | 14天/30天 - 持有葡萄牙護照且為澳門永久性居民的人士最多只能停留14天。 |
|                | 免簽證                                                        | 90天 |
| 沙烏地阿拉伯   | 電子簽證/落地簽 （页面存档备份，存于）                        | 90天 |
| 新加坡         | 免簽證                                                        | 90天 |
| 斯里蘭卡       | 電子簽證/落地簽 （页面存档备份，存于）                        | 60天/30天 - 標準訪客簽證允許在任何6個月期間內停留60天。 - 電子簽證類別將額外收取18.50美元服務費。 - 若從任何斯里蘭卡機場過境，則可豁免電子簽證（2天過境期）。                                                                |
| 叙利亚         | 需要簽證                                                      | |
|                | 免簽證                                                        | 30天 - 電子簽證也可在線上使用，90天內最多可停留60天。 - 電子簽證持有者可以通過所有邊境口岸入境。 |
| 泰國           | 免簽證                                                        | 60天 - 若通過飛機以外的交通工具入境，每年最多兩次訪問。 |
| 东帝汶         | 免簽證                                                        | 90天 - 任180天內的90天。 |
| 土耳其         | 免簽證                                                        | 90天 - 任180天內的90天。 - 可持葡萄牙公民証入境。 |
|                | 需要簽證                                                      | - 可以在抵達時領取預先批准的簽證。 |
| 阿联酋         | 免簽證                                                        | 90天 - 任180天內的90天。 |
| 阿联酋         | 免簽證                                                        | 90天 （页面存档备份，存于） （页面存档备份，存于） |
| 越南           | 電子簽證 （页面存档备份，存于）                               | 90天 - 電子簽證的有效期限為90天，可多次入境。 - 富國島免簽期限長達30天。 |
| 葉門           | 需要簽證                                                      | |

## 大洋洲
| 目的地           | 簽證要求                        | 備註 |
| ---------------- | ------------------------------- | --- |
|                  | E訪客 （页面存档备份，存于）    | 90天 - 葡萄牙公民也可使用ETA。 - 12個月內每次訪問可享受90天的期限。 - 在澳洲過境時間少於8小時，不需要eVisitor旅遊許可證或ETA。 |
| 斐济             | 免簽證                          | 4個月 |
| 基里巴斯         | 免簽證                          | 90天 - 任180天內的90天。 |
| 马绍尔群岛       | 免簽證                          | 90天 - 任180天內的90天。 |
| 密克羅尼西亞聯邦 | 免簽證                          | 90天 - 任180天內的90天。 |
| 瑙鲁             | 需要簽證 （页面存档备份，存于） | |
| 新西兰           | ETA入境                         | 3個月 - 葡萄牙護照持有人也必須有權在葡萄牙永久居住，否則需要簽證。 （页面存档备份，存于） - 申請電子旅行授權時必須繳納國際遊客保險和旅遊稅。 - 澳洲永久居民簽證或居民返回簽證的持有者可在抵達時獲得新西蘭居民簽證，允許無限期居留（根據跨塔斯曼旅行安排），但須滿足品格要求並在出發前獲得電子旅行授權。此類旅客無需繳納國際遊客保護和旅遊稅。 |
| 帛琉             | 免簽證 （页面存档备份，存于）   | 90天 - 任180天內的90天。 |
|                  | 電子簽證                        | 60天 - 需在格尼機場、芒特哈根機場、傑克遜斯國際機場和托庫阿機場入境。 |
| 萨摩亚           | 免簽證                          | 90天 - 任180天內的90天。 |
| 所罗门群岛       | 免簽證                          | 90天 - 任180天內的90天。 |
|                  | 免簽證                          | 90天 - 任180天內的90天。 |
|                  | 免簽證                          | 90天 - 任180天內的90天。 |

## 歐洲
| 目的地     | 簽證要求                          | 備註 |
| ---------- | --------------------------------- | --- |
| 阿尔巴尼亚 | 免簽證 （页面存档备份，存于）     | 90天 - 可使用葡萄牙公民證入境                                                                                                 |
| 安道尔     | 免簽證 （页面存档备份，存于）     | - 可使用葡萄牙公民證入境 - 根據雙邊協議，葡萄牙、西班牙和法國公民享有特殊待遇和優先權，其中包括簡化獲得居留和工作許可的程序。 |
| 奥地利     | 出入境自由 （页面存档备份，存于） | - 可使用葡萄牙公民證入境 |
| 比利时     | 出入境自由 （页面存档备份，存于） | - 可使用葡萄牙公民證入境 |
| 保加利亚   | 出入境自由 （页面存档备份，存于） | - 可使用葡萄牙公民證入境 |
|            | 出入境自由 （页面存档备份，存于） | - 可使用葡萄牙公民證入境 |
| 捷克       | 出入境自由                        | - 可使用葡萄牙公民證入境 |
| 丹麦       | 出入境自由 （页面存档备份，存于） | - 可使用葡萄牙公民證入境 |
| 爱沙尼亚   | 出入境自由 （页面存档备份，存于） | - 可使用葡萄牙公民證入境 |
| 芬兰       | 出入境自由 （页面存档备份，存于） | - 可使用葡萄牙公民證入境 |
| 法國       | 出入境自由 （页面存档备份，存于） | - 可使用葡萄牙公民證入境 |
| 德国       | 出入境自由 （页面存档备份，存于） | - 可使用葡萄牙公民證入境 |
| 希腊       | 出入境自由 （页面存档备份，存于） | - 可使用葡萄牙公民證入境 |
| 匈牙利     | 出入境自由 （页面存档备份，存于） | - 可使用葡萄牙公民證入境 |
| 冰島       | 出入境自由 （页面存档备份，存于） | - 可使用葡萄牙公民證入境 |
| 愛爾蘭     | 出入境自由 （页面存档备份，存于） | - 可使用葡萄牙公民證入境 |
| 義大利     | 出入境自由 （页面存档备份，存于） | - 可使用葡萄牙公民證入境 |
| 拉脫維亞   | 出入境自由 （页面存档备份，存于） | - 可使用葡萄牙公民證入境 |
| 列支敦斯登 | 出入境自由 （页面存档备份，存于） | - 可使用葡萄牙公民證入境 |
| 立陶宛     | 出入境自由 （页面存档备份，存于） | - 可使用葡萄牙公民證入境 |
| 盧森堡     | 出入境自由 （页面存档备份，存于） | - 可使用葡萄牙公民證入境 |
| 馬爾他     | 出入境自由 （页面存档备份，存于） | - 可使用葡萄牙公民證入境 |
| 摩尔多瓦   | 免簽證                            | 90天 - 任180天内的90天 - 可使用葡萄牙公民證入境                                                                               |
| 摩納哥     | 免簽證 （页面存档备份，存于）     | - 可使用葡萄牙公民證入境 |
| 蒙特內哥羅 | 免簽證                            | 90天 - 可使用葡萄牙公民證入境30天                                                                                             |
| 荷蘭       | 出入境自由 （页面存档备份，存于） | - 可使用葡萄牙公民證入境 |
| 北馬其頓   | 免簽證                            | 90天 - 可使用葡萄牙公民證入境                                                                                                 |
| 挪威       | 出入境自由 （页面存档备份，存于） | - 可使用葡萄牙公民證入境 |
| 波蘭       | 出入境自由 （页面存档备份，存于） | - 可使用葡萄牙公民證入境 |
| 羅馬尼亞   | 出入境自由 （页面存档备份，存于） | - 可使用葡萄牙公民證入境 |
| 羅馬尼亞   | 出入境自由 （页面存档备份，存于） | - 可使用葡萄牙公民證入境 |
| 俄羅斯     | 電子簽証 （页面存档备份，存于）   | 16天 - 僅乘坐遊輪抵達並在俄羅斯停留最多 72 小時的旅客可享有免簽證待遇。                                                       |
| 塞爾維亞   | 免簽證                            | 90天 - 任意6個月期間內的90天。 - 可使用葡萄牙公民證入境                                                                       |
| 斯洛伐克   | 出入境自由 （页面存档备份，存于） | - 可使用葡萄牙公民證入境 |
| 斯洛維尼亞 | 出入境自由 （页面存档备份，存于） | - 可使用葡萄牙公民證入境 |
| 西班牙     | 出入境自由 （页面存档备份，存于） | - 可使用葡萄牙公民證入境 |
| 瑞典       | 出入境自由 （页面存档备份，存于） | - 可使用葡萄牙公民證入境 |
| 瑞士       | 出入境自由 （页面存档备份，存于） | - 可使用葡萄牙公民證入境 |
| 乌克兰     | 免簽證                            | 90天 - 任180天内的90天 |
| 英国       | 免簽證 （页面存档备份，存于）     | 6個月 - 葡萄牙公民抵達後可以使用自動電子護照門通過邊境。                                                                      |
| 梵蒂冈     | 免簽證                            | |

## 非洲
| 国家/地区  | 政策                                       |
| ---------- | ------------------------------------------ |
|            | 90天                                       |
|            | 落地签证                                   |
|            | 落地签证                                   |
|            | 30天落地签证                               |
| 埃及       | 30天落地签证                               |
| 衣索比亞   | 3个月落地签证                              |
|            | 可網上申請電子簽證入境90日；等同於免簽待遇 |
| 賴索托     | 14天                                       |
| 马达加斯加 | 30天落地簽證                               |
| 马拉维     | 落地簽證                                   |
| 模里西斯   | 90天                                       |
| 摩洛哥     | 3个月                                      |
| 莫桑比克   | 30天落地签证                               |
| 纳米比亚   | 90天 （页面存档备份，存于）                |
| 塞内加尔   | 3个月                                      |
| 塞舌尔     | 3个月                                      |
| 南非       | 90天                                       |
|            | 30天                                       |
| 坦桑尼亚   | 落地签证                                   |
| 多哥       | 7天落地签证                                |
| 突尼西亞   | 3个月                                      |
| 乌干达     | 落地签证 （页面存档备份，存于）            |
| 尚比亞     | 3个月落地签证                              |
| 辛巴威     | 3个月落地签证                              |

## 其他地區
葡萄牙公民訪問各個屬地、有爭議地區、部分承認的國家和禁區的簽證要求：
| 歐洲                               | 歐洲             | 歐洲 |
| 目的地                             | 簽證要求         | 備註 (包括離境費) |
| ---------------------------------- | ---------------- | --- |
| 阿布哈茲                           | 需要簽證         | |
| 阿索斯山                           | 需要特別許可     | 需要特別入境許可（期限4天，費用：東正教徒25歐元，非東正教徒35歐元，學生18歐元）。有遊客限制：每天最多迎接100位東正教徒和10名非東正教徒，嚴禁女性進入。                                                                                             |
| 布列斯特和格羅德諾                 | 免簽證           | 可免簽入境10日。 |
| 克里米亞                           | 需要簽證         | 需要俄羅斯簽發的簽證。 |
| 北賽普勒斯                         | 免簽證           | 可免簽入境3個月。 - 可使用葡萄牙公民證入境 |
| 賽普勒斯聯合國緩衝區               | 需要特別入境許可 | 參觀時需要申請特別入境許可，民眾使用區域（Civil Use Areas）除外。 |
| 法罗群岛                           | 免簽證           | - 可使用葡萄牙公民證入境 |
| 直布罗陀                           | 免簽證           | - 可使用葡萄牙公民證入境 |
| 根西                               | 免簽證           | - 可使用葡萄牙公民證入境 |
| 奧爾德尼                           | 免簽證           | - 可使用葡萄牙公民證入境 |
| 薩克                               | 免簽證           | - 可使用葡萄牙公民證入境 |
| 马恩岛                             | 免簽證           | - 可使用葡萄牙公民證入境 |
| 揚馬延                             | 需要入境許可     | 需要有當地警方簽發逗留少於24小時的特別許可 和挪威警察局簽發逗留多於24小時的特別許可。 |
| 澤西                               | 免簽證           | - 可使用葡萄牙公民證入境 |
| 加里宁格勒州                       | 電子簽證         | 從2019年7月1日起，葡萄牙公民有資格使用電子簽證訪問加里寧格勒州8日。 |
| 科索沃                             | 免簽證           | 可免簽入境90日。 - 可使用葡萄牙公民證入境 |
| 阿尔察赫共和国                     | 需要簽證         | 若持有納戈爾諾-卡拉巴赫共和國有效或到期的簽證或納戈爾諾-卡拉巴赫共和國出入境蓋章入境阿塞拜疆時將會被永久拒絕入境 |
| 新俄羅斯                           | 管制地區         | 從烏克蘭進入時會被烏克蘭邊檢要求解釋訪問目的，而從俄羅斯進入的人則不允許進入烏克蘭其他地方。 |
| 俄羅斯                             | 需要特殊授權     | 部分保密行政區需要獲得特別許可。 |
| 南奥塞梯                           | 免簽證           | 在進入南奧塞梯前需要有俄羅斯的多次出入簽證和三天前的事先通知。 |
| 斯瓦尔巴                           | 免簽證           | 根據斯瓦爾巴條約可無限期逗留 - 可使用葡萄牙公民證入境 |
| 德涅斯特河沿岸                     | 免簽證           | 入境24小時以上需要到警局申請特別許可。 |
| 非洲                               |                  | |
| 目的地                             | 簽證待遇         | 備註 (包括離境費) |
| 英屬印度洋領地                     | 需要特別許可     | 需要特別許可。 |
| （除阿斯馬拉以外的地區）           | 需要旅行許可     | 該國簽證僅可在阿斯馬拉停留；如需前往其他地區，需要特別許可（20厄立特里亞納克法）。 |
| 马约特                             | 具有出入境自由   | - 可使用葡萄牙公民證入境 |
| 留尼汪                             | 具有出入境自由   | - 可使用葡萄牙公民證入境 |
|                                    | 具有出入境自由   | - 可使用葡萄牙公民證入境 |
| 休達                               | 具有出入境自由   | - 可使用葡萄牙公民證入境 |
|                                    | 具有出入境自由   | - 可使用葡萄牙公民證入境 |
| 馬德拉                             | 永久居留權       | 在葡萄牙領土可無限逗留，葡萄牙公民擁有永久居留權，可在馬德拉自由生活和工作。 - 薩維奇群島也屬於葡萄牙領土。 |
|                                    | 電子簽證         | - 每年只能逗留3個月。 |
| 聖赫勒拿                           | 需要訪客通行證   | 到達時申請訪客通行證，有效期為4/10/21/60/90天，需12/14/16/20/25 英鎊。 |
|                                    | 需要授權         | 進入達庫尼亞群島需要£15/30英鎊（遊艇/船上乘客）申請登島許可，或在進入果夫島、伊納克塞瑟布爾島或南丁格爾群島則需要繳付£20英鎊的登島費。 |
| 撒拉威阿拉伯民主共和國             | N/A              | 西撒哈拉控制區內的簽證政策暫未確定。 |
| 索馬利蘭                           | 落地簽證         | 抵達時支付需30美元，可逗留30日。 |
| 苏丹                               | 需要旅行許可     | 所有外國人若要前往離喀土穆超過25公里的行政區域，必須取得特別通行證。 |
| 達爾富爾                           | 需要旅行許可     | 需要特別通行證。 |
| 亞洲                               |                  | |
| 目的地                             | 簽證待遇         | 備註 (包括離境費) |
| 海南                               | 免簽證           | 可免簽證30日，只要有經認可的當地旅行社的邀請函，或在出入境前出示確認的酒店預訂和來回機票即可。 |
| 香港                               | 免簽證           | 可免簽入境3個月。 |
| 印度 PAP/RAP                       | 需要PAP/RAP      | 需要申請保護區許可證（PAP）的邦為那加蘭邦和錫金以及曼尼普爾邦、阿魯納恰爾邦、北阿坎德邦、查謨-克什米爾邦、拉賈斯坦邦、喜馬偕爾邦的部分地區。需要禁區許可證（RAP）的邦為整個安達曼-尼科巴群島以及部分錫金地區。這些許可證的要求有時在一年之間改變。 |
| 伊拉克库尔德斯坦                   | 落地簽證         | 可在艾比爾和蘇萊曼尼亞機場辦理落地簽證，有效期15天 |
|                                    | 需要特殊許可     | 進入克孜勒奧爾達州的貝科奴和接近阿拉木圖的Gvardeysky小鎮需要特別通行證。 |
| 基什島                             | 免簽證           | 遊客前往基什島無需辦理任何簽證。 |
| 澳門                               | 免簽證           | 可免簽入境90日。 |
| 沙巴和砂拉越                       | 免簽證           | 雖然有各自的出入境管理局，需要護照才能入境，但實行馬來西亞全國性的簽證制度。 |
| 馬爾地夫（除馬累以外的地區）       | 需要許可         | 除首都馬累外，外國遊客不得進入其他地區，除非有馬爾代夫政府特別許可。 |
| （除平壤以外的地區）               | 需要特殊許可證   | 不允許人們離開首都，遊客只能在政府導遊的陪同下離開首都（不能自由活動）。 |
| 巴勒斯坦                           | 免簽證           | 禁止以水路形式進入加沙地帶。 |
| 臺灣                               | 免簽證           | 可免簽入境90日。 |
| 戈爾諾-巴達赫尚自治州              | 需要OIVR特別許可 | OIVR特別許可（15+5 塔吉克斯坦索莫尼）和到薩雷茲湖的其他特別許可（免費）。 |
| 西藏自治區                         | 需要入藏函       | 需要支付10美元，申請外國人入藏旅遊批准函。 |
|                                    | 需要特殊許可     | 如要進入阿塔穆拉特、哈扎爾、達沙古茲、Serakhs和庫什卡地區，需要向土庫曼外交部申請特別許可。 |
| 朝韓非軍事區(DMZ)                  | 禁區             | |
| 戈蘭高地緩衝區(UNDOF Zone)和蓋傑爾 | 禁區             | |
| 富國島                             | 免簽證           | 可免簽入境30日。 |
| 葉門                               | 需要特別許可     | 前往薩那或亞丁以外的地區，需要特別通行證。 |
| 加勒比海和北大西洋地區             |                  | |
| 目的地                             | 簽證待遇         | 備註（包括離境費） |
| 葡萄牙                             | 永久居留權       | 在葡萄牙領土可無限逗留，葡萄牙公民擁有永久居留權，可在亞速爾自由生活和工作。 |
|                                    | 免簽證           | 可免簽入境3個月。 |
| 阿鲁巴                             | 免簽證           | 可免簽證入境30天，並可申請延長至180天。 |
| 百慕大                             | 免簽證           | 最多可免簽證6個月，通常情況只有21日，但實際允許逗留時間在入境時由當地移民局決定。 |
| 博奈爾、聖尤斯特歇斯和薩巴         | 免簽證           | 可免簽入境3個月。 |
| 英屬維爾京群島                     | 免簽證           | 可免簽證入境30天，並可以申請延長逗留時間。 |
| 开曼群岛                           | 免簽證           | 可免簽入境6個月。 |
| 聖安德烈斯島和萊蒂西亞             | 抵達時購買旅遊卡 | 如果從聖安德烈斯島國際機場或阿尔弗雷多·巴斯克斯科博国际机场入境便需要購買旅遊卡。 |
|                                    | 免簽證           | 可免簽入境3個月。 |
| 法屬圭亞那                         | 具有出入境自由   | - 可使用葡萄牙公民證入境 |
| 法屬安的列斯                       | 具有出入境自由   | 法屬安的列斯是指馬提尼克島、瓜德羅普島、聖馬丁島和聖巴瑟米。 - 可使用葡萄牙公民證入境 |
| 格陵兰                             | 免簽證           | |
| 瑪格麗塔島                         | 免簽證           | 所有旅客入境時也需要按壓指紋。 |
|                                    | 免簽證           | 可免簽入境6個月。 - 可使用葡萄牙公民證入境（最多14日） |
| 波多黎各                           | 免簽證計劃       | 從海外抵達可免簽證入境90日為期2年，需要ESTA。 |
|                                    | 具有出入境自由   | - 可使用葡萄牙公民證入境 |
| 荷屬聖馬丁                         | 免簽證           | 可免簽入境3個月。 |
|                                    | 免簽證           | 可免簽入境90日。 |
| 美屬維爾京群島                     | 免簽證計劃       | 從海外抵達可免簽證入境90日為期2年，需要ESTA。 |
| 大洋洲                             |                  | |
| 目的地                             | 簽證待遇         | 備註 (包括離境費) |
| 美属萨摩亚                         | 需要電子授權許可 | 可入境30日。 |
| 亞什摩及卡地爾群島                 | 需要特殊授權     | 需要特殊授權。 |
| 克利珀頓島                         | 需要特殊許可     | 需要特殊許可。 |
| 庫克群島                           | 免簽證           | 可免簽入境31日。 |
| 勞省                               | 需要特殊許可     | 需要特殊許可。 |
| 法屬玻里尼西亞                     | 具有出入境自由   | - 可使用葡萄牙公民證入境 |
| 關島                               | 免簽證計劃       | 從海外抵達可免簽證入境90日為期2年，需要ESTA。 |
| 新喀里多尼亞                       | 具有出入境自由   | - 可使用葡萄牙公民證入境 |
| 纽埃                               | 免簽證           | 可免簽入境30日。 |
|                                    | 免簽證           | 根據免簽證計劃，從海外抵達可免簽證入境90日為期2年，需要ESTA。 |
| 皮特凯恩群岛                       | 免簽證           | 可免簽證14日，需繳付登陸費35美元或稅款5美元（如果不上岸的話）。 |
| 托克勞                             | 需要入境許可     | |
| 美國本土外小島嶼                   | 需要特別許可     | 前往貝克島、豪蘭島、賈維斯島、約翰斯頓環礁、金曼礁、中途島、帕邁拉環礁和威克島需要申請特別許可。 |
|                                    | 具有出入境自由   | - 可使用葡萄牙公民證入境 |
| 南美洲                             |                  | |
| 目的地                             | 簽證待遇         | 備註（包括離境費） |
| 加拉帕戈斯                         | 需要入境許可     | 需要網上提前註冊電子許可。在出發前還必須在機場獲得過境控制卡。 |
| 南大西洋和南極洲地區               |                  | |
| 目的地                             | 簽證待遇         | 備註（包括離境費） |
| 福克蘭群島                         | 免簽證           | 不需要簽證。 |
| 南乔治亚和南桑威奇群岛             | 需要入境許可     | 需要提前申請入境許可（申請費：72小時/1個月 £110/160英鎊）。 |
| 南极洲                             | 需要特別許可     | 在 法属南部和南极领地、 阿根廷属南极地区、 澳大利亞南極領地、 智利南極領地、 赫德島和麥克唐納群島、 彼得一世島、 毛德皇后地、 羅斯屬地需要特別許可。                                                                                               |

## 公民證有效地區
葡萄牙公民證 (Cartão de cidadão) 適用於一下國家或地區：

由於歐洲聯盟/申根區中可無限期居留，並享有出入境自由：
- 奥地利
- 比利时
- 保加利亚
- 賽普勒斯
- 捷克
- 丹麦
- 爱沙尼亚
- 芬兰
- 法國及其海外屬地
- 德国
- 希腊
- 匈牙利
- 冰島
- 愛爾蘭
- 義大利
- 拉脫維亞
- 列支敦斯登
- 立陶宛
- 盧森堡
- 馬爾他
- 荷蘭
- 挪威
- 波蘭
- 羅馬尼亞
- 斯洛伐克
- 斯洛維尼亞
- 西班牙
- 瑞典
- 瑞士

對於持有公民證或護照的葡萄牙公民，在以下國家或地區旅行也有效：
- 阿尔巴尼亚
- 安道尔
- 埃及1
- 约旦2
- 科索沃
- 摩納哥
- 摩尔多瓦
- 蒙特內哥羅
- 北馬其頓
- 北賽普勒斯
- 塞爾維亞
- 圣马力诺
- 突尼西亞2
- 土耳其
- 梵蒂冈

公民證或護照可在 阿尔巴尼亚、 安道尔、 、 科索沃、 摩納哥、 摩尔多瓦、 北馬其頓、 北賽普勒斯、 塞爾維亞、 圣马力诺、 土耳其和 梵蒂冈訪問90日。

公民證或護照可在 訪問1年。

公民證可在 蒙特內哥羅訪問30日，而護照可訪問90日。
1持有有效的電子簽證或落地簽證的公民證或護照持有人可在 埃及訪問的30日。
2公民證只可在 突尼西亞參與旅行團中有效，而使用護照可享有免簽證90日。

公民證只可在 约旦參與有組織的旅行團，而使用護照可享有落地簽證30日。

## 工作假期簽證
18-30歲（或在某些情況下為18-35歲）的葡萄牙公民可申請以下國家的工作假期簽證：
| 國家或地區 | 期限   | 費用 | 年齡限制                  | 備註                                                                                           |
| ---------- | ------ | ---- | ------------------------- | ---------------------------------------------------------------------------------------------- |
|            | 1年    |      | 18-35歲                   | - 必須有銀行存款證明擁有$5,000澳元或以上的資金。                                               |
| 加拿大     | 12個月 |      | 18-35歲（包括35歲）       | - 至少擁有$2,500加元 - 需要購買醫療保險。                                                      |
| 日本       | 1年    |      | 18-30歲 (申請時在18-30歲) | - 申請時必須居住在葡萄牙。 - 必須有銀行存款證明擁有€2,000歐元或以上的資金。                    |
| 新西兰     | 1年    |      | 18-30歲                   | - 必須有銀行存款證明擁有$4,200紐元或以上的資金。                                               |
|            | 1年    |      | 18-30歲                   | - 必須有銀行存款證明擁有₩3,000,000韓圓或以上的資金。. - 從2019年開始，該計劃將提供1000個名額。 |

## 在非歐盟國家的領事保護

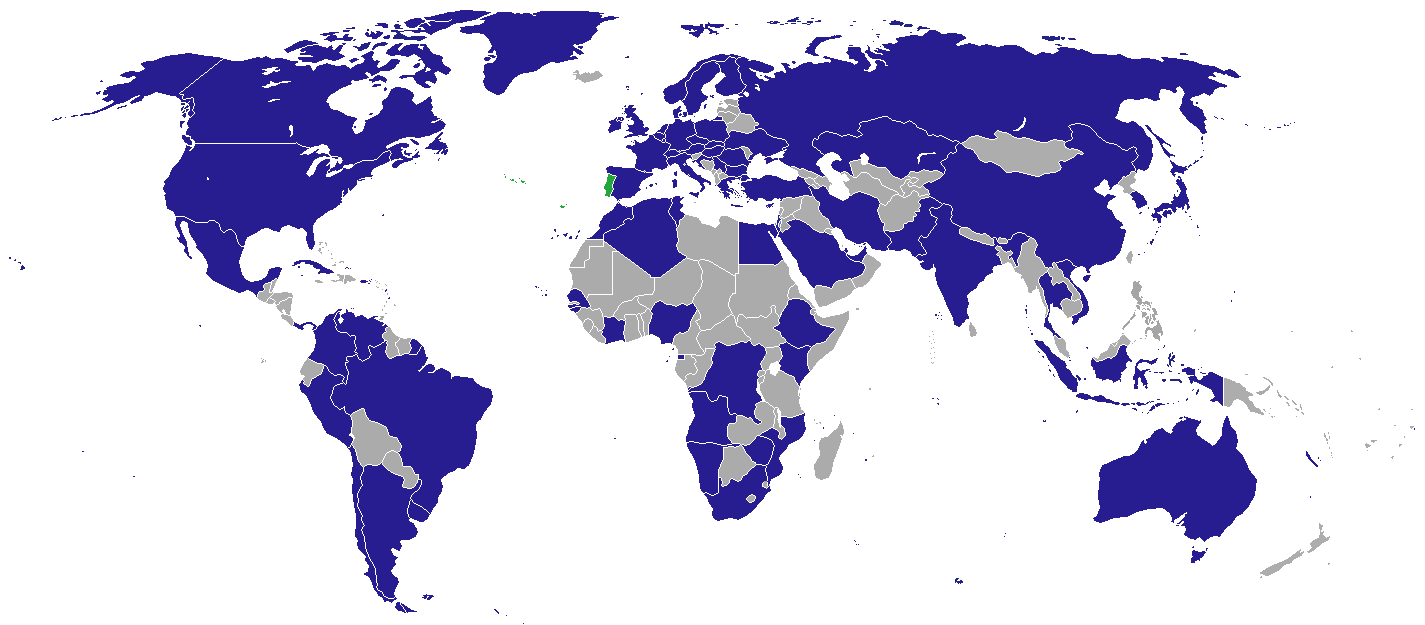
設有葡萄牙外交機構的國家或地區

在沒有葡萄牙外交機構的非歐盟國家中，葡萄牙公民可作為歐盟公民有權獲得在該國存在的任何其他歐盟國家外交機構的領事保護。